# 李在煌
李在煌（1976年12月26日—），韓國男演員。

## 演出作品

### 電視劇
- 1999年：SBS《KAIST》飾演 李在誠
- 2001年：MBC《偶然喜欢了》
- 2002年：SBS《五兄妹》
- 2003年：SBS《正在戀愛中》
- 2005年：SBS《那夏天的颱風》飾 韓志河[2]
- 2005年：SBS《鑽石的眼淚》
- 2006年：SBS《回來吧順愛》飾 張賢佑
- 2008年：SBS《妻子的誘惑》飾 閔健佑
- 2009年：KBS《公主歸来》飾 姜燦宇
- 2009年：SBS《天使的誘惑》飾 尹在成（客串）
- 2010年：SBS《微笑，媽媽》飾 申莫倫
- 2012年：SBS《因為是你才喜歡》飾 徐至煥
- 2013年：MBC《握住我的手》飾 閔周元
- 2015年：MBC《夏娃的愛情》飾 具康慕
- 2017年：MBC《逆流》飾演 姜東彬
- 2020年：SBS《媽媽出軌了》飾演 姜錫俊

## 演唱歌曲
- 电视剧《回来吧！顺爱》的插曲----【Good bye】
- 电视剧《妻子的誘惑》的插曲----【悲伤的缘分】
- 电视剧《妻子的誘惑》的插曲----【小小的愿望】
- 电视剧《妻子的誘惑》----【罪无可恕】

## 音樂作品
- 2009年6月10日發行個人日文專辑《眠り姫》

## 綜藝節目
- 2019年8月15日－9月19日：TV朝鮮《戀愛的滋味2》
- 2019年10月24日－12月19日：TV朝鮮《戀愛的滋味3》

## 獲獎紀錄
- 2005年：SBS演技大賞－新星獎